# Tomáš Goder
Tomáš Goder (Desná, Checoslovaquia, 4 de septiembre de 1974) es un deportista checoslovaco que compitió en salto en esquí. 
Participó en los Juegos Olímpicos de Albertville 1992, obteniendo una medalla de bronce en la prueba de trampolín grande por equipos (junto con František Jež, Jaroslav Sakala y Jiří Parma).

## Palmarés internacional
| Juegos Olímpicos | Juegos Olímpicos      | Juegos Olímpicos  | Juegos Olímpicos |
| Año              | Lugar                 | Medalla           | Prueba           |
| ---------------- | --------------------- | ----------------- | ---------------- |
| 1992             | Albertville (Francia) | Medalla de bronce | TG por equipos   |